# Усман Діакіте
Усман Діакіте (фр. Ousmane Diakité, нар. 25 липня 2000) — малійський футболіст, півзахисник клубу «Ліферінг».

## Клубна кар'єра
Народився 25 липня 2000 року. Вихованець футбольної школи клубу «Єлен Олімпік».
У липні 2018 року він переїхав до Австрії, підписавши п'ятирічний контракт із клубом «Ред Булл» (Зальцбург), втім був заявлений за фарм-клуб зальцбурців «Ліферінг», з яким став виступати у другому дивізіоні країни.

## Виступи за збірні
2015 року дебютував у складі юнацької збірної Малі, взяв участь у 3 іграх на юнацькому рівні. З командою до 17 років був учасником юнацького чемпіонату світу 2015 року, на якому став віце-чемпіоном світу.
З 2017 року залучався до складу молодіжної збірної Малі, з якою 2019 року виграв молодіжний Кубок африканських націй та поїхав на молодіжний чемпіонат світу.

## Титули і досягнення
- Чемпіон Африки (U-20): 2019
- Володар Кубка Австрії (1):

«Ред Булл»: 2020-21
- Чемпіон Австрії (1):

«Ред Булл»: 2020-21